# Odéon de Munich

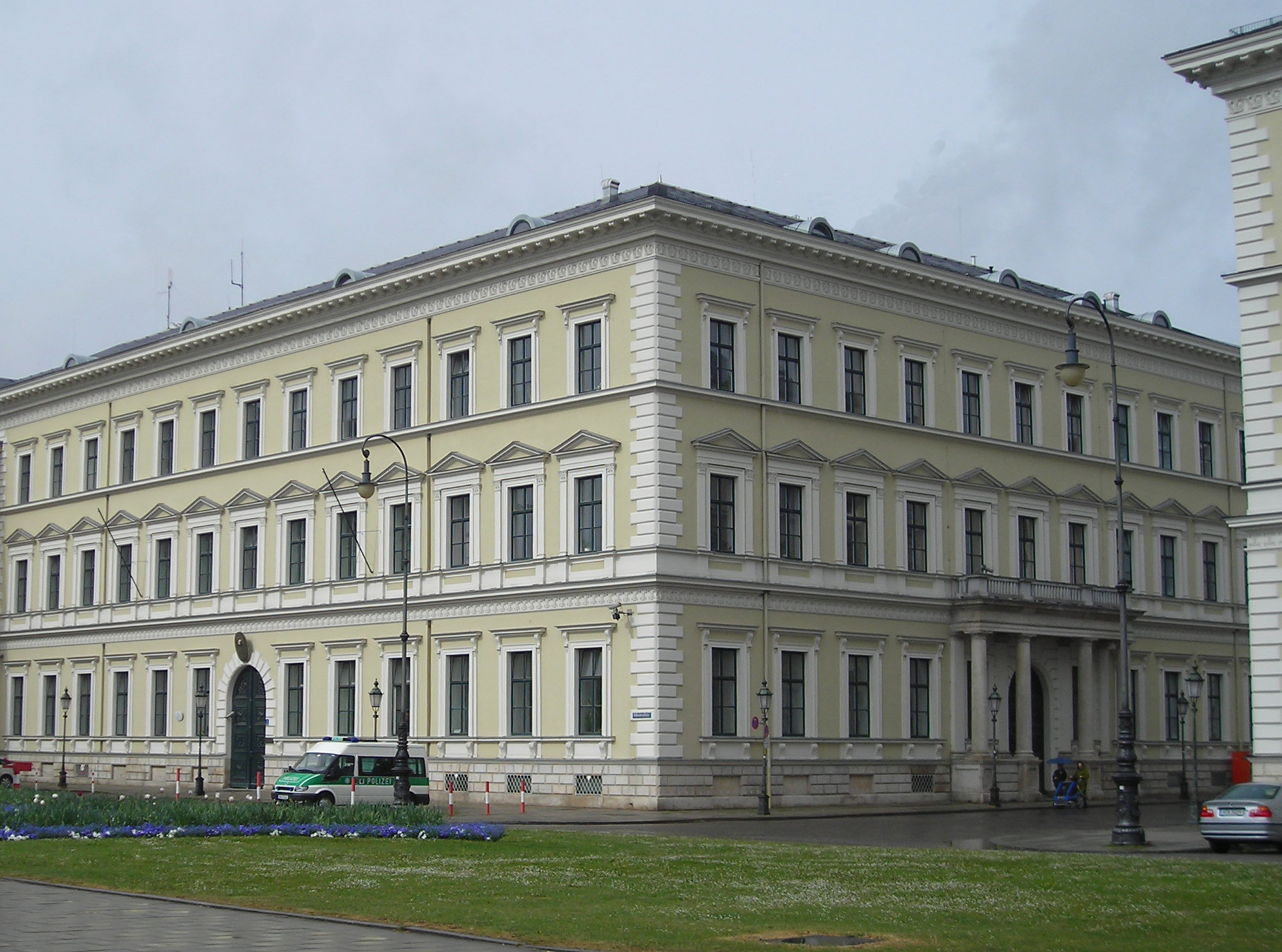
L'Odéon.

L'Odéon de Munich est une ancienne salle de concert de Munich datant du début du XIXe siècle et qui a été démolie à cause de destructions subies à la fin de la Seconde Guerre mondiale. L'édifice est reconstruit dans les années 1950, pour servir de locaux au ministère de l'Intérieur de Bavière. Il se trouve place de l'Odéon (Odeonsplatz), à la sortie de la Ludwigstraße.

## Architecture

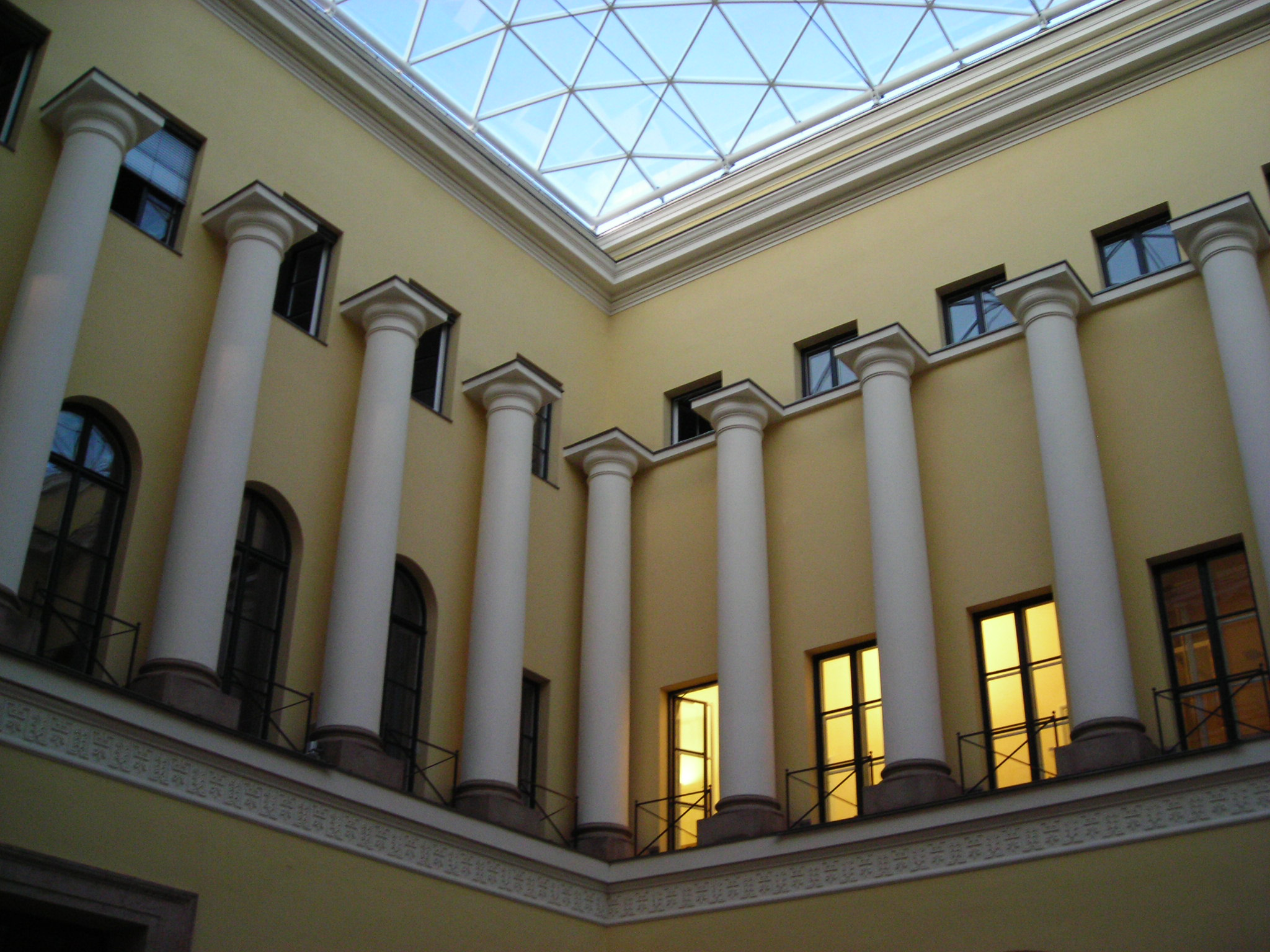
Cour intérieure après la restauration de 2007.

L'Odéon a été construit en 1826-1828 selon les plans de Leo von Klenze pour servir de salle de concert et de salle de bal. Pour des raisons de conception, la façade faisant face à Odeonsplatz est conçue comme un miroir du palais Leuchtenberg conçu par le même architecte. La salle présente une exèdre semi-circulaire pour l'orchestre et des rangées de colonnes placées les unes au-dessus des autres. Dans dix niches rondes derrière l'exèdre se trouvaient des bustes sculptés par Johannes Leeb des compositeurs les plus importants de l'histoire de la musique selon la compréhension de l'époque (Beethoven, Mozart, Gluck, Händel, Haydn, Vogler, Méhul, Weber, Cimarosa et Winter). Le plafond était orné de fresques de style nazaréen, en particulier Apollon parmi les muses de Wilhelm von Kaulbach, Apollon parmi les bergers d'Adam Eberle (de) et Le Jugement de Midas de Hermann Anschütz. Jusqu'en 1985, la salle d'Hercule (de) de la Residenz den Zwecken, remplaçait l'Odéon, comme salle de concert. Cette salle de concert néoclassique était un exemple hors du commun.
L'édifice est détruit pendant un bombardement de la fin de la Seconde Guerre mondiale. Il est reconstruit à partir de 1951 pour accueillir le ministère de l'Intérieur de Bavière par l'architecte Josef Wiedemann. La façade est en travaux jusqu'en 1954. L'ancienne salle de concert est remplacée par une cour intérieure. De nombreuses demandes d'amateurs de musique et d'architecture pour la reconstruction et la réutilisation de la salle pour des concerts ont été infructueuses. La cour intérieure est recouverte en 2007 d'un plafond de verre.